# Myki
Myki（英語：Myki，/ˈmaɪ.kiː/ MY-kee，无官方中文名）是澳大利亚维多利亚州使用非接触式智能交通计费卡，是澳大利亚第二个部署的智能交通卡。Myki用于替代大墨尔本地区所使用的名为Metcard的纸质磁卡计费系统以及一些偏远地区大城镇（如吉朗，本迪戈，图拉贡等地）的公共交通计费系统，并于2010年开始部署，在2012年正式成为墨尔本地区唯一的公共交通计费系统。乘客在乘坐交通工具时，必须使用myki。如果乘客在乘坐时没有myki，将需要现场购买一张，而不可如全球大多数地区一般使用现金购票来乘坐。另外myki也不能够像大多数地区的公交智能卡一般可以退卡，只会在4年有效期后自动失效，且有效期无法延长，但是持卡人可以申请免费申领新卡。
Myki系统由Kamco公司（Keane Australia Micropayment Consortium）提供，由美国的Keane公司的子公司全资拥有。 
2005年7月12日，Keane Australia的与Ascom, ERG和 Giesecke & Devrient Australasia (G&D)组成联盟。因系统花费超过了$15亿澳元，而被当地报纸时代报（The Age）标为“世界上最贵的车资系统”。

## 历史
Myki从2004年开始招标，于2012年完成部署。
2018年6月，PTV宣布将开始测试手机版 Myki。手机Myki是一个独立的应用程序，使用近场通信技术（NFC）来进行工作。测试的初始阶段将只对部分特定的人员开放，同时也将只支持 Android 设备。更大规模的测试将在2018年晚些时候开始，测试将持续1年的时间。
2019年3月，手机myki 在Google Pay平台上线。手机myki需要充值10澳元开通，且只能通过Visa或者万事达卡在Google Pay上充值。

## 使用
与大多数非接触智能卡(RFID卡)一样，Myki需要刷卡来完成计费。由于墨尔本的传统计费方式是按照区域及时间计费，而不是按照距离和次数计费，所以刷卡也变得相对与一些非接触智能卡复杂一些。维州交通局(Public Transport Victoria)要求使用者做到三个“T”，即上车刷卡(Touch On)，下车刷卡(Touch Off)和冲值（Top Up）。但由于传统的Metcard系统仅仅需要上车插卡打票，所以在刚刚开始从墨尔本部署的时候经常有使用者忘记刷卡。亚拉电车（Yarra Tram）公司则建议使用有轨电车的使用者如果在1区通勤情况下不需要下车刷卡亦可保证最低扣费（即1区车资）。

### 种类
Myki按照注册种类分为注册卡和匿名卡。注册卡的卡面上除卡编号外再下一行会印上使用者的名字，匿名则仅在卡面上印上编号。
在票价方面则分为为全价卡（Full fare）、优惠卡（Concession）、儿童卡（Children）和老年卡（Senior），不过后三种卡只是用来区分持有者的身份，票价则完全相同，为优惠票价。
3种优惠卡的适用人群如下：
| 名称                 | 价格，适用人士及描述 |
| -------------------- | --- |
| 儿童卡（Child）      | 供5至18岁儿童使用，包括来自其他州的儿童以及外国访问者，而5岁以下的儿童则是免票。17至18岁的申请者在申请时必须携带由政府签发有年龄信息的身份证明，例如护照和学生证明，而16岁及以下的则不需要证明。儿童卡的卡片上会写着大写的“CH”来标示，卡片的工本费3澳元.                               |
| 优惠卡（Concession） | 优惠卡供以下人士申领：注册卡持有者，其他州的老年人士，维多利亚健保卡持有者（Healthcare card holders），澳大利亚退休优惠卡持有者（Pensioner card holders）， 和其他在维州公共交通票制手册中包括的优惠人士。大于17岁的申请者在申请时需要携带年龄证明。卡片上印有大写“C”字，工本费3澳元。 |
| 老年卡（Seniors）    | 适用于维州老年人士卡持有者，印有大写“S”字，工本费3澳元。与其他优惠卡不一样的是老年卡持有者在周六及周日搭乘1区和2区内的公共交通免费，同时持有者还可以每年得到2张或者4张低谷时段出行的优惠券、区域火车和巴士的优惠以及在每年维多利亚州老年节期间免费出行。                               |

在最早设计中包含了一次性使用卡，不过州政府在2011年宣布将取消这种类型的Myki以简化价格分类。而在大墨尔本地区外的区域，该卡在2013年3月停止使用。在这一类型的卡片取消之后，意味着乘客在乘坐前一定需要先备有一张Myki。
除了上述三种优惠卡外，还有一种专门针对大学国际留学生的优惠卡。这种卡被称作iUSEpass，为注册卡，上面有申请者的名字和照片。申请者需要满足的要求为在合作的高等学校就读特定的学位，而票价则和其他的优惠卡相同。不过与其他优惠卡不同，iUSEpass本质上更接近Myki Pass，购买价格为1年的优惠价Myki Pass。持有者可以在1年的有效期内在1区和2区内无限次乘坐公共交通，而如果需要前往其他收费区，则可以往卡内充值Myki Money。

### 车资
墨尔本的三大交通工具火车、电车和公交车是共用车票的，三种交通工具之间换乘采用连续计费。Myki以搭乘的时长和区域为计费标准，同时有两种大的车票种类，分别为Myki Money和Myki Pass。
在区域上大墨尔本地区分为两个区域，分别是1区和2区。如果乘客只在1区活动，则只需支付1区的价格，而2区亦然。当乘客需要跨区乘坐时，则将按照1区价格收费。除此之外还有特别的1区或2区车站，使用这些车站时，1区出发的乘客由于无论跨区与否都只支付1区票价所以票价不会受到影响，而2区出发的乘客抵达这些车站时，则将不会被收取1区的价格而是按照2区价格收费。
Myki的搭乘时间有2小时和全天两个分类。2小时票的有效期从当天首次刷卡开始计算，有效期为2小时。 不过若当天首次刷卡在晚间6点之后，则2小时票的有效期将一直延续到第二日临晨3点。而对于1区和2区外的区域，2小时票的有效期会相应延长。全天票的票价将会在2小时票过期后生效，有效期为当天结束。2小时票的价格无论周末、节假日还是工作日都相同，而全天票则在周末和节假日有优惠票价。另外对于两种车票而言，在有效期内均可以以单一价格无限次乘坐公共交通。
车票种类上，Myki Money类似常见的交通卡的使用方式，乘客向卡中充值，而后在乘坐时扣款。Myki Pass则是定期票，一次可以购买的期限最短为7天，而除去7天外的最短期限为28天，而后可以根据天数不同进行购买，最长则为365天，期限越长越优惠，同时同样区分收费区。不过若购买期限在325天以上，超过325天的部分则不计算，价格按照325天的价格收取，等于超过的部分是免费赠送。购买了定期票后，在有期限内的每天可以在购买时选择的收费区内无限次乘坐公交。

## 优点

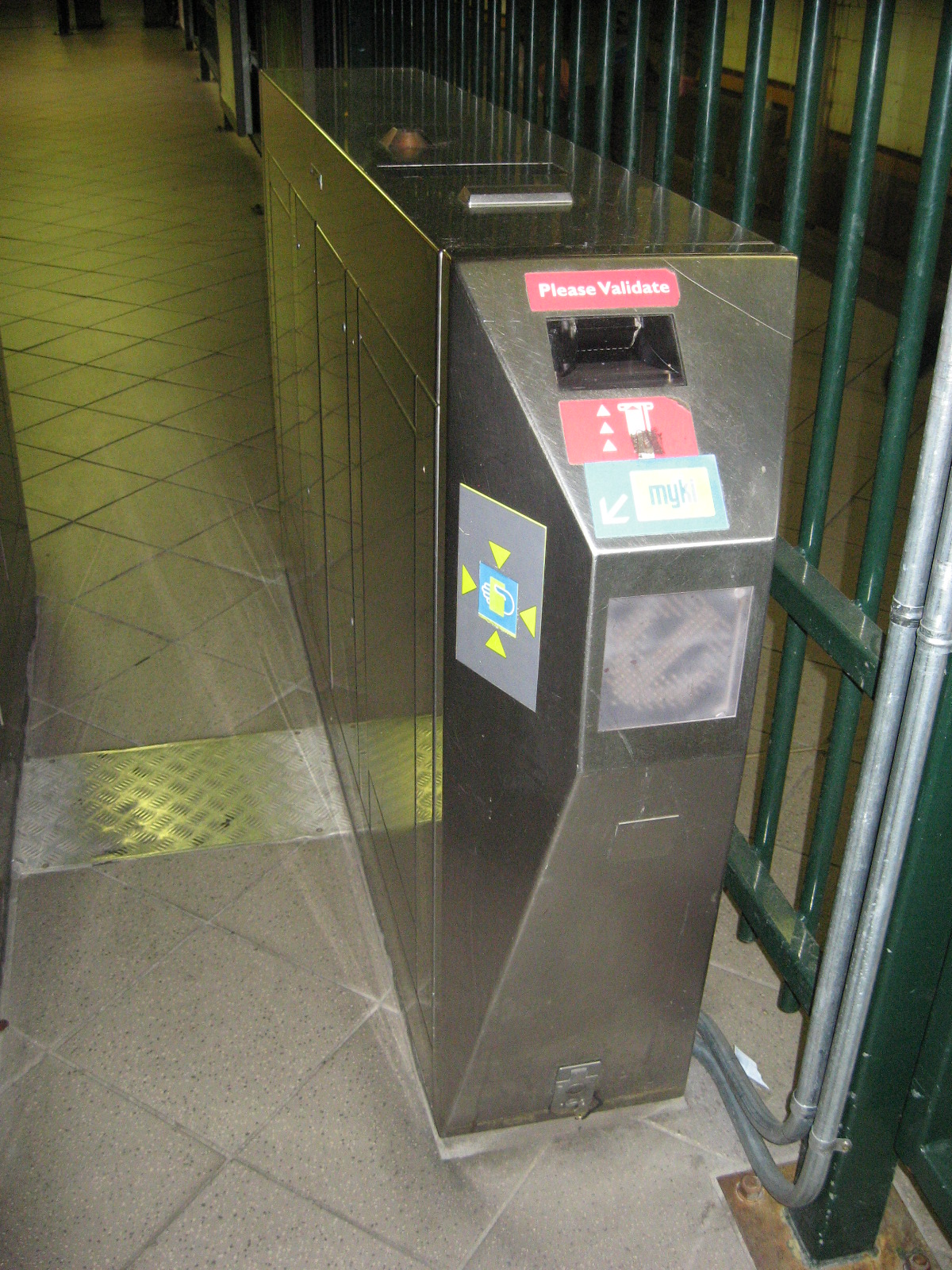
旧式Metcard闸门被改装从而兼容Myki，在Metcard取消后大部分该型闸门逐渐被新式Myki闸门替代。 本图拍摄于弗林德斯大街火车站。

Myki系统相比Metcard系统有如下优点：
- Myki系统可以在非公交系统进行充值，所以客户可以不用因为公交车资而携带充足的现金，同时也缓解了在火车站或者公共汽车上车购票的等待时间。[7]
- Myki系统提供了潜在转换为距离计费制的可能替代当前时间区域计费制。
- 如果在钱包或中放置得当，Myki理论上不需要拿出即可完成刷卡。
- 相比于纸质Metcard系统，Myki的塑料材质更坚固耐用，而转换到Myki则意味着大量减少纸张的消耗。
- 注册卡持有者以及在网站上注册过的匿名卡持有者可以在网上查看其刷卡历史记录，其中包括精确的刷卡时间，乘用的公交方式，车资区域以及具体帐户余额变化。
- 如果一个注册过的Myki卡丢失，用户可以从网上注销该卡，而如果卡片自身损坏则用户可以在线申请一张免费的新卡。另外丢失后用户也可以申请退回Myki卡中的余额。

## 问题
- 由于Myki系统部署日期的一再延迟，墨尔本市政府不得不持续对即将淘汰的Metcard系统拨款以维持公交计费系统可以工作同时也让人们可以从Metcard系统转换到Myki系统。[8]
- 系统招标环节存在争议。在招标环节，一名交通票制局的员工将一个USB闪存遗落在一间屋子里面，而同时一个投标商的代表同时也在屋子里面。交通票制局随后声明此次事件纯属意外并表示闪盘内没有任何机密信息。一家在早期环节中受雇于交通票制局用以提供技术性建议的公司会后也成为Myki系统的合伙商之一。在2007年末，审计署的调查人员发现了在此次竞标过程中美国的信息技术公司Keane's Kamco 联合商涉及严重廉政问题，然而在随后向州议会的报告中以缺乏证据为理由删除了相关信息
- 潜在超额收取车资，如果用户没有进行下车刷卡，则Myki收取的车资将高于应当适用的“最佳车资”。对于乡村公共汽车来说，遗忘下车刷卡将造成系统收取两个区的车资。
- 残障人士使用困难。残障人士团体表示Myki系统的很多设备由于安装位置的问题和设计问题对于残障人士来说非常难以使用，尤其是对于以轮椅代步的人士或者手部使用困难人士。[9]不过对于电车而言，新的低地板电车由于调整了设备的安装位置而解决了这一问题。
- 置换故障卡规定饱受争议。交通票制局最开始要求每个Myki坏卡的持有者必须购买一张新的Myki或者购买短程票完成通勤。该制度是继承于纸质的Metcard系统而来。[10]但实际上由于短程票最终的取消，坏卡用户若想置换其坏卡则必须要去高规格车站或者有人值守的火车站去从而完成当场置换Myki卡。
- 在线充值系统到账时间较长，根据PTV网站，到账需要用时大约90分钟。因此PTV也建议如果乘客如果需要立即充值并使用Myki，最好使用自助充值机或前往合作的店家进行充值。[11]
- 自助充值机回执问题，如果用户使用Myki自助充值机并以卡支付，无论在最后选择是否打印回执，都绘有一张刷卡消费回执被打印出来。在刷卡回执上会印上银行卡的持有者姓名，9位数银行卡号（全长16位）和卡有效期。
- 破坏行为，2009年大约有60%的Myki公共设备受到破坏。[12]对于显示屏幕的破坏尤为严重。破坏者有时以重物砸损屏幕造成屏幕无法显示或显示异常，而最常见的破坏则是使用永久性记号笔对屏幕及旁边的说明进行图画或者使用尖锐物品对刮划屏幕。 2013年中，很多破坏者甚至使用电动工具撬开部分火车站的自助票机从而抢出里面的现金。[13]由于部分对于刷卡机的破坏，用户时常无法从机器屏幕上获得刷卡信息比如刷卡的确切扣费或者余额.

## 批评
Myki车资系统主要面临以下批评：
- 必要性：维多利亚州公共交通使用者协会批评Myki系统的必要性。该批评主要基于原先的Metcard系统技术上是可以允许使用RFID类车资卡的。每个Metcard刷卡机上都有一个黄色圆圈表示RFID刷卡区。实际上在高规车站车闸的工作人员早就开始用员工管理用RFID卡进行开关闸操作。.[14]
- 耗资过高，该项计划总共花费了$15亿澳元，而原先的Metcard系统仅仅花费不到1亿。[15][16]
- Myki计划最终完成时间远超预计，原本计划从2005年5月开始并计划于2007年3月交付使用[16][17]，但直到2013年初才基本完成。
- 没有短程卡，Myki系统虽然曾经计划包含短途卡，但最终放弃。这造成Myki系统是全世界公共交通车资系统中唯一一个不支持访客或偶尔通勤人士购买一次性或短程票的系统。不仅如此，数以百万计已经制作出来的短途卡也因此彻底成为垃圾。[18][19]
- 在墨尔本的电车系统中只有部分车站拥有Myki自动充值机，原计划用Myki短途票机替代原先的小型Metcard售票机，但由于短途票的取消造成电车没有任何Myki票机可以安装。[20]
- 反应速度和成功率低，Myki刷卡的反应时间非常不定而且通常来说都非常慢。而这个问题自2009年开始从乡村公共汽车开始使用Myki以来几乎没有任何改进。相比于其他非接触票卡，Myki几乎必须要使用者从钱包或其他载体中拿出并保持刷卡位置数秒才可刷上。与其他类似系统相比Myki这点令人难以接受[21]